# Stenodontus himalayator
Stenodontus himalayator är en stekelart som beskrevs av Diller 2004. Stenodontus himalayator ingår i släktet Stenodontus och familjen brokparasitsteklar. Inga underarter finns listade i Catalogue of Life.